# قائمة كتب علم الحديث
هذه بعض كتب المراجع في علم الحديث مرتبة بحسب التاريخ الزمني.[بحاجة لمصدر]
- المحدث الفاصل بين الراوي والواعي. القاضي أبو محمد الرامهرمزي
- معرفة علوم الحديث وكمية أجناسه. الحاكم النيسابوري
- المستخرج على معرفة علوم الحديث. أبو نعيم الأصبهاني
- الكفاية في علم الرواية. الخطيب البغدادي
- الجامع لأخلاق الراوي وآداب السامع. الخطيب البغدادي
- الإلماع إلى معرفة أصول الرواية وتقييد السماع. القاضي عياض
- ما لا يسع المحدث جهله. أبو حفص الميانجي
- مقدمة ابن الصلاح الحافظ ابن الصلاح الشهرازوري
- التقريب والتيسير لمعرفة سنن البشير النذير. الحافظ النووي
- الباعث الحثيث شرح اختصار علوم الحديث. الحافظ ابن كثير
- كتاب شرح التبصرة والتذكرة ألفية العراقي. الحافظ العراقي[1]
- فتح الباقي بشرح ألفية العراقي. زكريا بن محمد بن زكريا الأنصاري زين الدين[2]
- فتح المغيث شرح ألفية الحديث. الإمام السخاوي[3]
- نزهة النظر ابن حجر

## منظومات
- ألفية العراقي. الحافظ العراقي
- ألفية السيوطي في علم الحديث
- نخبة الفكر ابن حجر
- المنظومة البيقونية

## كتب معاصرة
- مصطلح الحديث. ابن عثيمين
- قصب السكر في نظم نخبة الفكر. محمد بن إسماعيل الصنعاني
- تحقيق الرغبة في توضيح النخبة. عبد الكريم الخضير